# 3309 Couderc
'Couderc 3309' ist eine Unterlage, die zur Gruppe der Vitis riparia × Vitis rupestris Kreuzungen gehört, und wird zur biotechnischen Bekämpfung der Wurzelreblaus bei reblausanfälligen Rebsorten verwendet. Sie zählt zu den schwach bis mittelstark wachsenden Unterlagen. Sie bringt nur auf tiefgründigen, kalkarmen und nährstoffreichen Böden, bei nicht zu großen Pflanzabständen, befriedigende Ergebnisse.

## Abstammung
Ist eine Kreuzung aus Vitis riparia TOMENTEUX × Vitis rupestris MARTIN von Georges Couderc, Frankreich, 1881.

## Ampelografische Merkmale
- Triebspitze: geschlossen bis halboffen, bräunlichgrün
- Junges Blatt: graugrün, bräunlich überhaucht, metallisch, glänzend, kahl
- Ausgewachsenes Blatt: klein bis mittelgroß, meist breiter als lang, Seitenlappen nur durch breitere Endzähne angedeutet, Blattoberseite stark glänzend, dunkelgrün mit rötlich beborsteten Nerven, Stielbucht breit v- bis u-förmig
- Triebe: Sonnenseite rötlich braun, glänzend und kahl
- Blüte: männlicher Scheinzwitter[3]

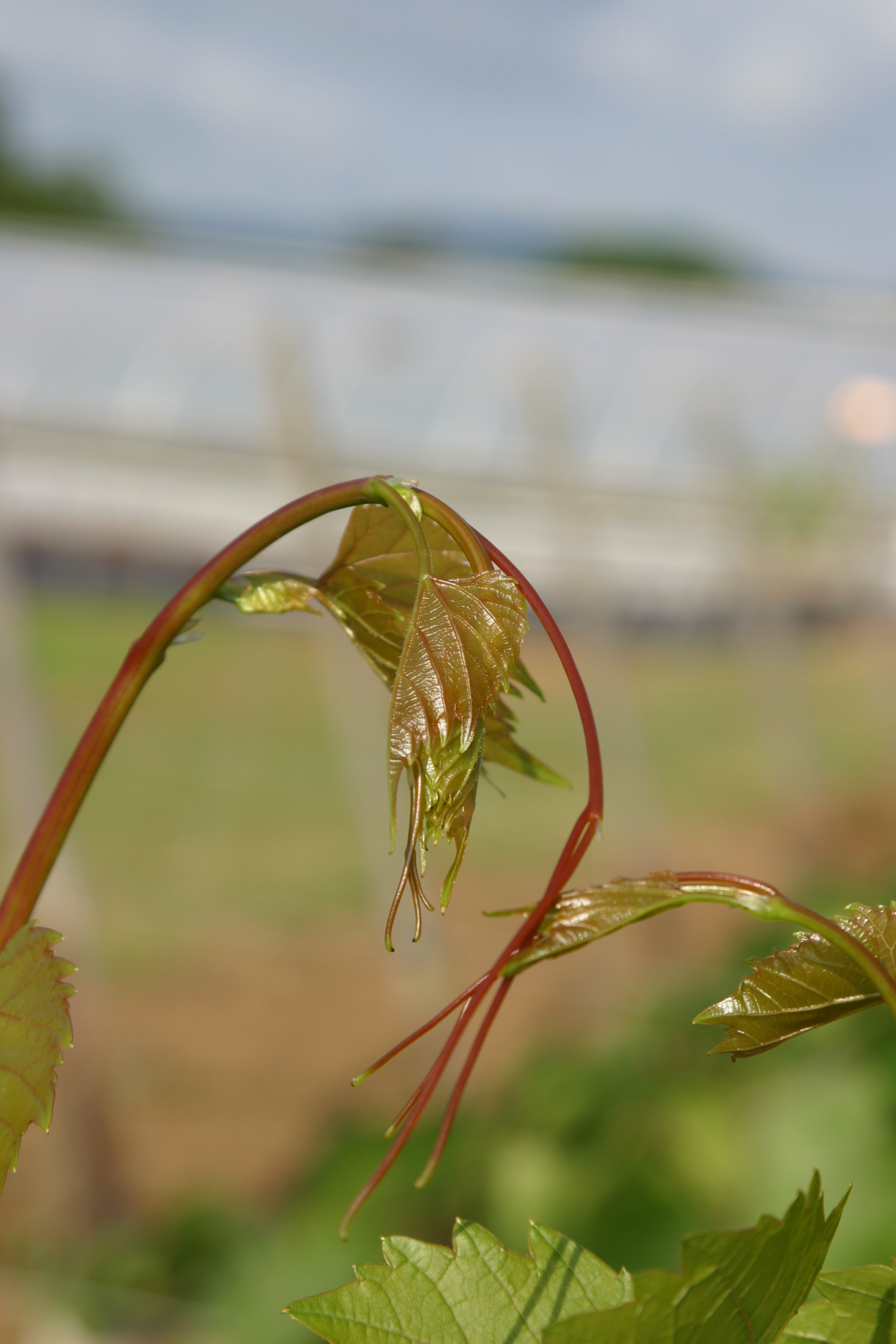
Triebspitze
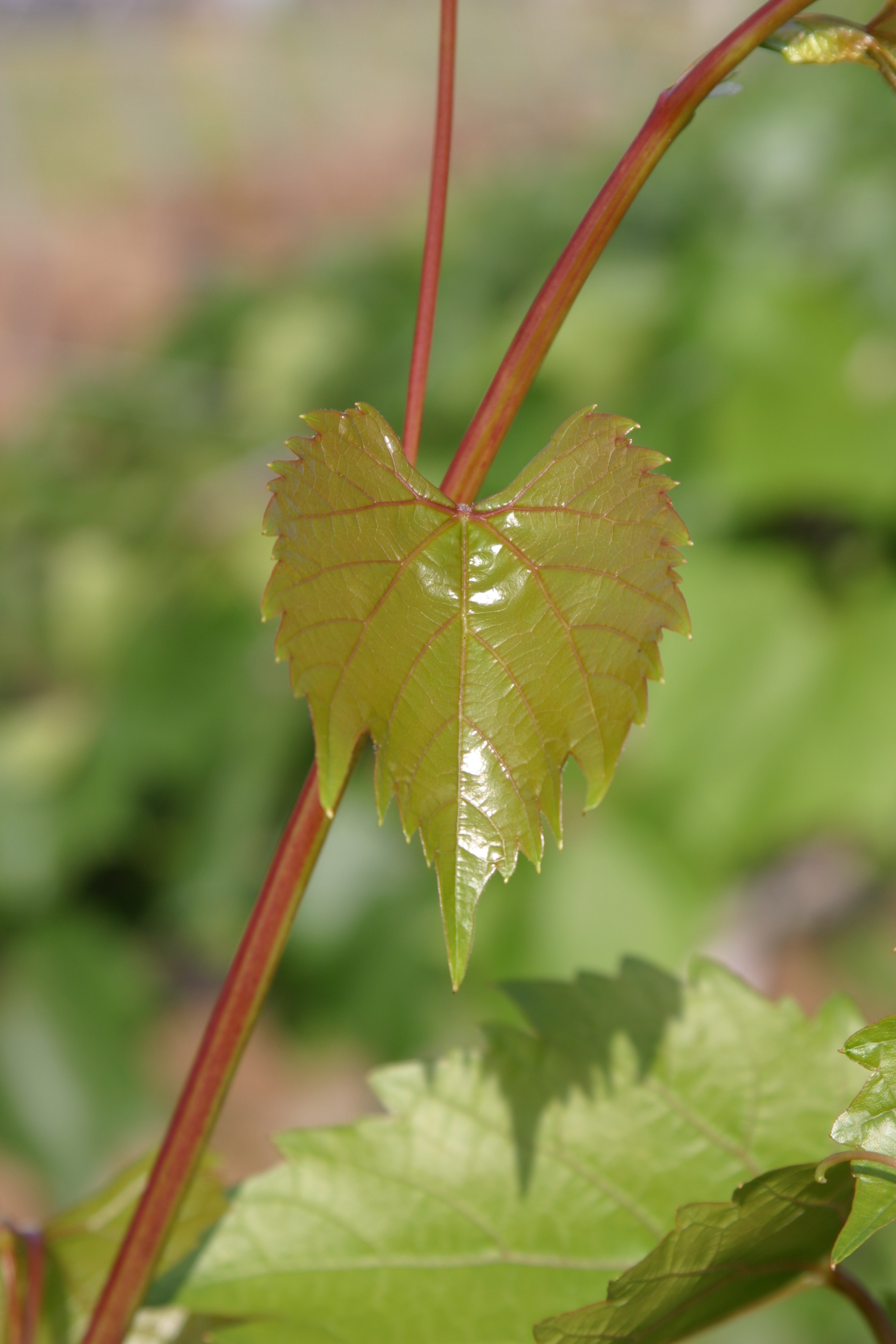
Junges Blatt
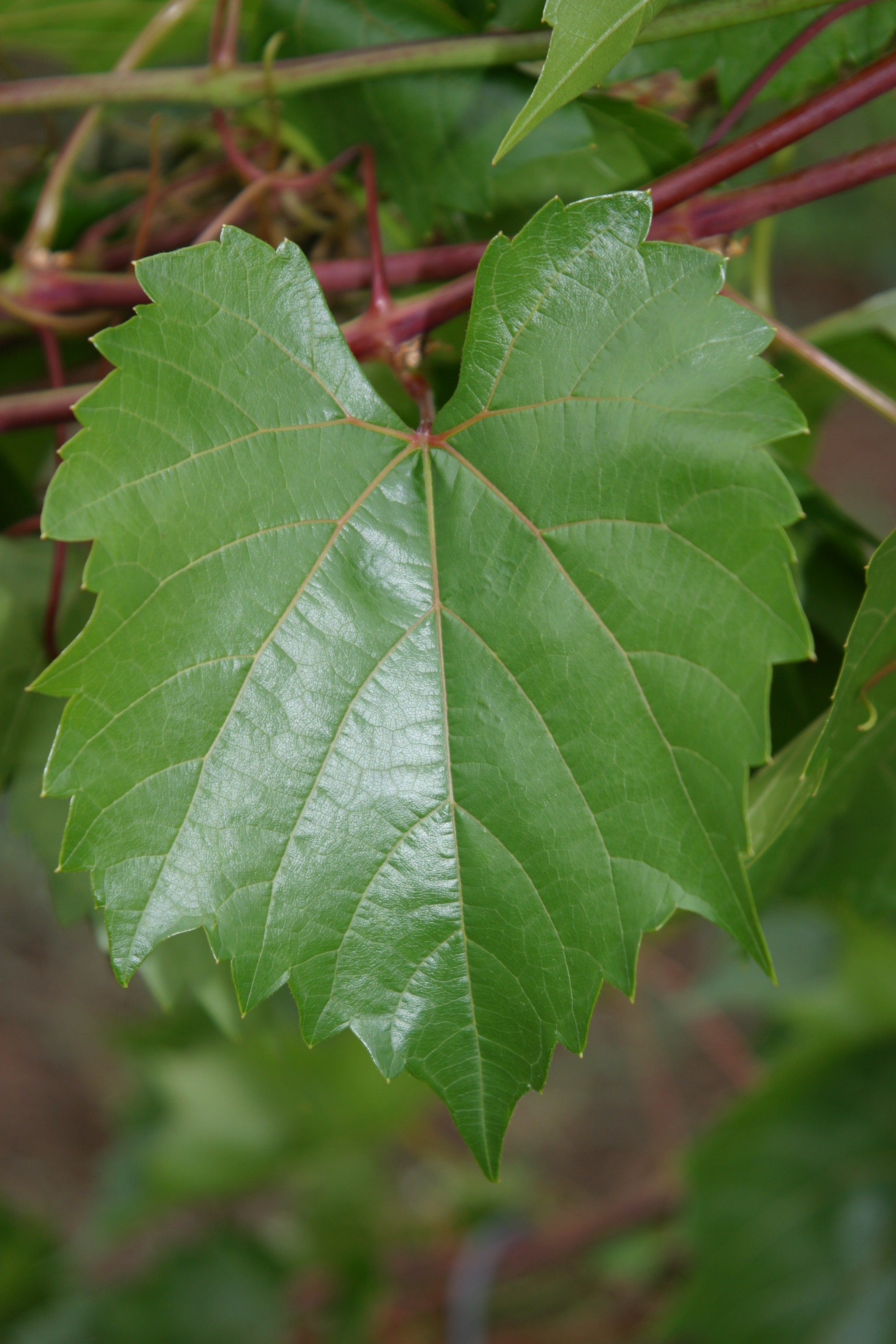
Ausgewachsenes Blatt
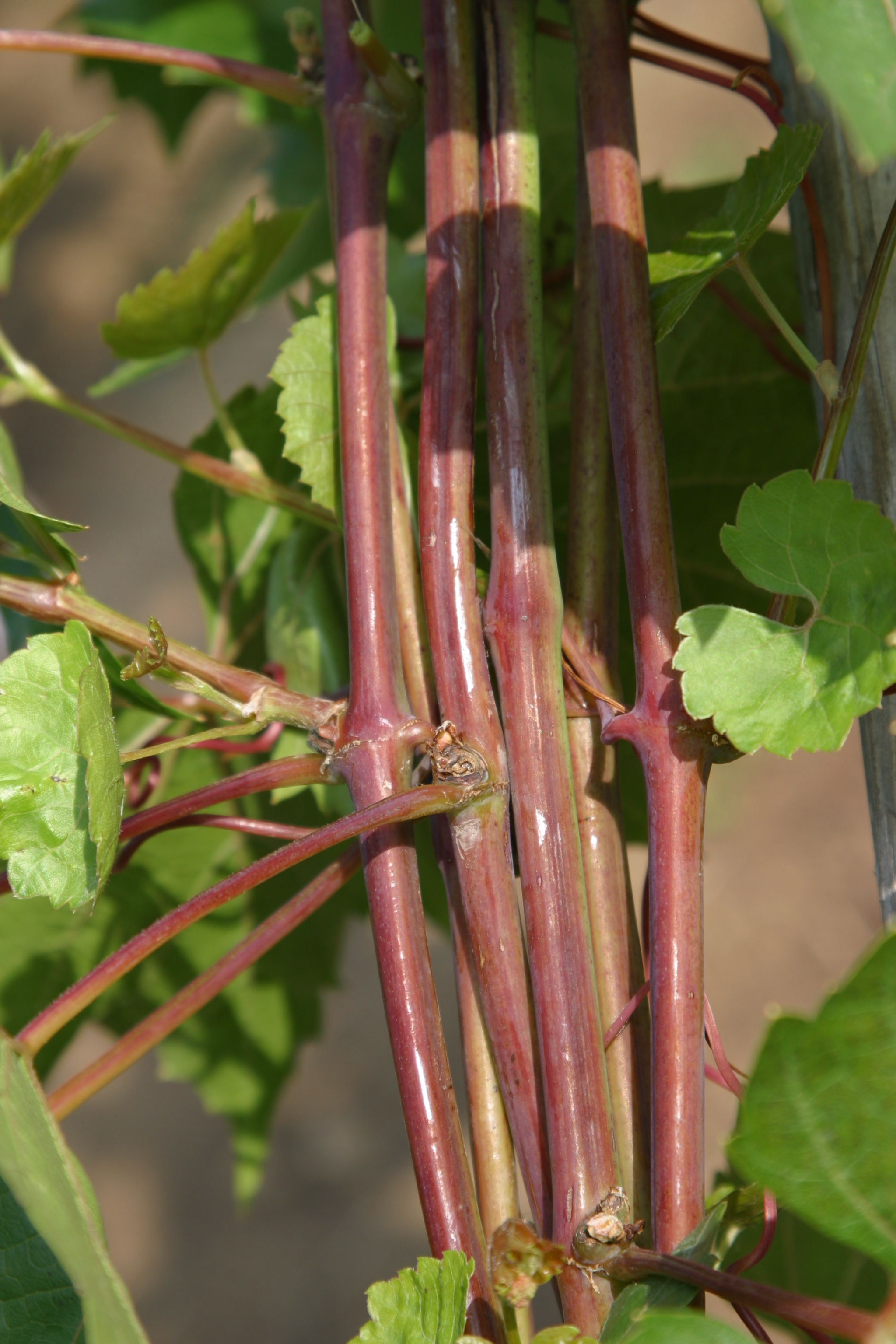
Triebe

## Eigenschaften – Verwendung
Die Unterlage besitzt ein schwaches bis mittelstarkes Wachstum und entwickelt ein flaches, nicht tief gehendes aber kräftiges Wurzelsystem. In den Unterlagenschnittgärten entwickelt sie nur schwaches Holz. Sie besitzt ein geringes Eisenaufnahmevermögen und hat dadurch eine geringe bis mittlere Kalkverträglichkeit (IPC = 10, Aktivkalktoleranz ~11 %). Sie ist empfindlich gegen Staunässe im Frühjahr und neigt zu Kaliummangelerscheinungen. Mit manchen Edelsorten gibt es Affinitätsprobleme und auch die Nematodenresistenz ist gering. Die Holzreife wird spät erreicht und die Kombination mit schwachwüchsigen Sorten führt zu einer ungenügenden Triebentwicklung. Für Weitraumanlagen ist sie zu schwachwüchsig. Von Vorteil ist, dass sie die Traubenreife verfrüht und die Fruchtbarkeit fördert. Bei blüteempfindlichen Sorten verringert sie das Verrieseln der Blüten.
Diese Unterlagsrebe ist nur für tiefgründige, kalkarme und nährstoffreiche Böden mit regelmäßiger Wasserführung, geeignet. Wegen der geringen Wuchsstärke müssen hohe Bepflanzungsdichten verwendet werden, um die bepflanzte Fläche optimal zu nutzen. Wegen der Nachteile wird die Unterlagsrebe in nördlich gelegenen Gebieten nicht verwendet.

## Synonyme
- 3309 Couderc in der Datenbank Vitis International Variety Catalogue des Instituts für Rebenzüchtung Geilweilerhof (englisch)